# Pavel Eismann
Pavel Eismann (* 20. srpna 1984 Chrudim) je český fotbalový obránce/záložník, od roku 2018 hráč klubu FC Zbrojovka Brno, kam přestoupil z MFK Karviná. Mimo Českou republiku působil na klubové úrovni v Polsku.
Po postupu do první ligy s Brnem v roce 2020 ukončil profesionální kariérou.

## Klubová kariéra
- AFK Chrudim (mládež)
- FC Slovan Liberec (mládež)
- FC Slovan Liberec B 2002–2005
- →  FK AS Pardubice (hostování) 2004
- FK Viktoria Žižkov 2005–2007
- Marila Příbram 2007
- 1. FC Slovácko 2007–2008
- FK Fotbal Třinec 2008–2010
- →  FK Bohemians Praha (hostování) 2009
- Sandecja Nowy Sącz 2010–2012
- FK Fotbal Třinec 2012–2013
- MFK Karviná 2013–2018
- FC Zbrojovka Brno 2018–2020